# Tridentella takedai
Tridentella takedai là một loài chân đều trong họ Tridentellidae. Loài này được Nunomura miêu tả khoa học năm 2006.